# Thuso Mbedu
Thuso Nokwanda Mbedu (Pietermaritzburg, 8 luglio 1991) è un'attrice sudafricana.

## Biografia
Thuso Mbedu è nata a Pietermaritzburg ed è stata cresciuta dalla nonna dopo la morte dei genitori. Dopo la laurea in Physical Theatre e Performing Arts Management all'Università del Witwatersrand, Mbedu si è trasferita negli Stati Uniti, dove ha frequentato lo Stella Adler Studio of Acting a New York.
Nel 2014, rientrata in Sudafrica, Mbedu ha cominciato a ricoprire ruoli secondari e principali in diverse serie televisive, tra cui Isibaya e Scandal!. Nel 2016 entra a far parte del cast della serie televisiva Is'Thunzi, ottenendo ampio sostegno dalla critica per la sua performance, ricevendo due candidature all'International Emmy Award alla miglior attrice per la soap opera . Mbedu viene riconosciuta con il South African Film and Television Awards come miglior attrice dramamtica nel 2017.
Nel 2017 viene scelta nel cast di Shuga, rimanendovi sino al 2019, per poi apparire in alcuni episodi delle serie televisive Liberty, Side Dish e iDrive. Nel 2021 ha fatto il suo debutto internazionale nella miniserie televisiva La ferrovia sotterranea (The Underground Railroad) diretta da Barry Jenkins, in cui ha interpretato la protagonista Cora. La serie, nominata a sette Emmy Awards, fa ottenere all'attrice diverse candidature, tra cui come miglior attrice ai Black Reel Awards.
Nell'aprile 2021, è stato annunciato che avrebbe recitato al fianco di Viola Davis in The Woman King, un film storico ispirato ai veri eventi accaduti nel Regno del Dahomey, uno degli stati più potenti dell'Africa nel XVIII e XIX secolo, diretto da Gina Prince-Bythewood.

## Filmografia

### Cinema
- The Woman King, regia di Gina Prince-Bythewood (2022)

### Televisione
- Isibaya – serie TV, 3 episodi (2014)
- Scandal! – serie TV, 15 episodi (2015)
- Is'Thunzi – serie TV, 25 episodi (2016-2017)
- Shuga – serie TV, 20 episodi (2017-2019)
- Liberty – serie TV, 3 episodi (2018)
- Side Dish – serie TV, 1 episodio (2018)
- iDrive – serie TV, 1 episodio (2018)
- La ferrovia sotterranea (The Underground Railroad) – miniserie TV, 10 puntate (2021)
- Castlevania: Nocturne – serie animata (2023-) – voce

## Riconoscimenti
- Black Reel Awards
  - 2021 – Candidatura alla migliore attrice per La ferrovia sotterranea
  - 2023 – Miglior interpretazione rivelazione per The Woman King
  - 2023 – Candidatura alla miglior attrice non protagonista per The Woman King
- Critic's Choice Awards
  - 2022 – Candidatura alla miglior attrice in una miniserie o film per la televisione per La ferrovia sotterranea
- International Emmy Award
  - 2017 – Candidatura alla migliore attrice per Is'Thunzi
  - 2018 – Candidatura alla migliore attrice per Is'Thunzi
- South African Film and Television Awards
  - 2017 – Migliore attrice drammatica per Is'Thunzi
  - 2018 – Candidatura alla migliore attrice dramamtica per Is'Thunzi
- Television Critics Association Awards
  - 2021 – Candidatura alla migliore attrice drammatica per La ferrovia sotterranea

## Doppiatrici italiane
Nelle versioni in italiano dei suoi film, Thuso Mbedu è stata doppiata da:
- Elena Perino ne La ferrovia sotterranea
- Emanuela Ionica in The Woman King

Da doppiatrice è sostituita da:
- Deborah Morese in Castlevania: Nocturne